# Miséria da Filosofia
A Miséria da Filosofia é um livro escrito em 1847 por Karl Marx e publicado em Paris e Bruxelas. Foi formulado como uma resposta à Filosofia da Miséria de Pierre-Joseph Proudhon. Nele Marx critica a Economia e Filosofia de Proudhon fazendo uma ironia com o subtítulo da obra do adversário. É um trabalho pequeno de volume único (tem metade do tamanho do Tomo I de Contradições) e saiu apenas um ano depois de Contradições.
Sistema das Contradições Econômicas ou Filosofia da Miséria (em francês, Système des contraditions économiques ou Philosophie de la misère), por sua vez, é um livro escrito em 1846 por Pierre-Joseph Proudhon, que contém críticas ao sistema econômico. Costuma ser chamado de Contradições ou de Filosofia da Miséria e é composto por dois tomos.
Ambos os livros enfrentaram o boicote e o silêncio dos autores liberais em suas terras de origem, por isso "Contradições…" vendeu pouco na França e "Miséria…" pouco na Alemanha. O livro proudhoniano porém se tornou um sucesso no meio operário europeu, fora da França, tendo ganhado várias reedições na Alemanha (justamente a terra de Marx). Já Marx não enfrentou o boicote (mas mais tarde, com Engels, traçaria várias estratégias para enfrentar o boicote no lançamento de O Capital) e "Miséria…", que vendeu pouco na época, se juntaria à lista dos livros pouco vendidos durante a vida do autor, até se tornar sucesso no meio operário, mas apenas no século XX.
Marx estava preocupado em estudar melhor a Economia Política desde a sua obra manuscritos econômico-filosóficos de 1844 e por isso tratou de responder com a objetividade dessa ciência ao livro Sistema das Contradições Econômicas ou Filosofia da Miséria de Proudhon, que também questionava a economia mas pelas inquietudes filosóficas do famoso autor anarquista.
O Título da obra de Marx é uma ironia com o subtítulo do livro de Proudhon. Proudhon chegou a esboçar um artigo que ironizaria Marx colocando como Título Sr. Marx (Marx escreveu um texto chamado Herr Vogt que quer dizer "Sr. Vogt"). Também chegou a esboçar uma sistematização sobre Economia Política com o nome de Curso de Economia Política (Assim como mais tarde Marx fez em O Capital) entre 1853 e 1856 pegando trechos de Miséria da Filosofia para contrapor com suas idéias. Tal obra faz parte dos escritos ainda não publicados de Proudhon (Assim como Marx ainda não foram publicadas todos os textos de Marx-Engels).
Esse confronto entre as duas obras ficou conhecido como o rompimento definitivo entre os 2 autores, Marx como um dos ícones do movimento socialista e Proudhon do movimento anarquista.

## Polêmica quanto ao conteúdo teórico
Marx estava preocupado em estudar a Teoria do valor-trabalho a fim de solucionar as contradições de Adam Smith e David Ricardo quanto à compra da força de trabalho e geração da mais-valia
Já Proudhon queria mostrar como os objetivos do sistema econômico eram contraditórios:
| “ | E quando a Academia pede que se determine as oscilações do lucro e do salário, ela pede por isso que se determine o valor. Ora, isso é precisamente o que repelem os senhores acadêmicos: eles não querem ouvir falar que se o valor é variável, ele é por isso mesmo determinável, que a variabilidade é indício e condição da determinabilidade. Eles pretendem que o valor, variando sempre, não pode jamais ser determinado. É como se sustentássemos que, sendo dado o número de oscilações por segundo de um pêndulo, a amplitude das oscilações, a latitude e a elevação do local onde se faz a experiência, não pudesse determinar o comprimento do pêndulo porque está em movimento. Tal é o primeiro artigo de fé da economia política. | ” |

Assim, enquanto Marx estava preocupado em determinar o valor, Proudhon estava desmontando os objetivos por trás dessa busca.
É possível que a rápida resposta de Marx ao livro de Proudhon se deva não só no objetivo de rivalizar as influências entre os autores dentro do movimento operário mas também por sentir necessidade de escrever algo para organizar e ordenar os pontos que estavam sendo desenvolvidos em sua mente para futuras críticas maduras que culminariam na redação de O Capital. Alguns proudhonianos acusam Marx de ter se valido da estrutura dos tópicos expostas por Proudhon o que poderia se transformar numa insinuação de que Proudhon teve as ideias contidas em O Capital antes de Marx.

### Tabela comparativa dos conteúdosContradiçõesxO Capital
Para compor a tabela, foram utilizados o Tomo I (até capítulo VII) de Contradições e O Capital ou planos de redação do mesmo.
| capítulo de Contradições                                                                                     | em O Capital | Assunto (Proudhon) | Assunto (Marx) |
| --- | --- | --- | --- |
| Prólogo | … | A partir da hipótese de Deus, mostra questionamentos quanto a certeza de conceitos | sobre religião e ideologia, consultar outros livros como Ideologia Alemã e Sagrada Família |
| Cap. I - Da Ciência Econômica, seção 1 - Oposição do fato e do direito na economia das sociedades            | Prefácio da 2° edição                                                                                                 | Economia Política não seria nada mais que o código ou rotina imemorial da propriedade; Considera que tais estudos estão estacionados desde A.Smith, Ricardo, Malthus e J.B.Say; 2 cultos que disputam: a economia política -a tradição, e o socialismo - utopia                                                                                | A Economia Política tem caráter científico enquanto a luta de classes é esporadica; Ignorando o proletariado ou suas reindivicações, tem-se a declaração da falência dos tais estudos; as teorias de Marx são uma continuação de Smith e Ricardo. Condenando a Econ.Pol. Burguesa, quer uma Econ.Pol. de interesse dos proletários |
| Cap.I, 2- Insuficiência das teorias e das críticas                                                           | (em resposta) nota 38 Cap. II                                                                                         | (trechos) continua a criticar os economistas e as proposições da Academia; Capital é uma ficção e a propriedade é um mito, mas cultuados pelos economistas defensores da usura (juros) como fundamento do crédito, assim como os antigos filósofos e padres da Igreja com seus conhecimentos defendiam a renda da terra mas condenavam o juro. | (resposta) "Proudhon começa inferindo seu ideal de justiça" (…) "Quando diz que a agiotagem é contrária à 'justiça eterna' sabe-se, por acaso, mais sobre ela do que sabiam os padres da Igreja, quando afirmavam que ela era contrária à 'graça eterna', à 'fé eterna', à 'vontade eterna de Deus'?"                              |
| Cap.II - Do valor, 1- oposição do Valor de utilidade e do Valor de troca                                     | Cap. I- A mercadoria, 1 - os dois fatores da mercadoria: Valor de uso e Valor, 3 - A forma do valor ou Valor de troca | … | Valor de Marx refere-se a Valor-trabalho. Em O capital fala em Valor de uso e Valor e depois mostra o Valor de troca dentro do Valor, mas um outro procedimento, partindo do valor-de-uso e valor-de-troca para depois falar do Valor foi observado em Contribuição e no Compendio de O capital de Carlo Cafiero                   |
| Cap.II, 2- Constituição do Valor: definição da riqueza, 3- Aplicação da lei da proporcionalidade dos valores | Cap. I, A) A Forma simples, singular ou fortuita do valor, A)2.b)Determinação da forma relativa do valor              | … | O Cap.I e suas sub-seções A, B e C falam da riqueza e das suas formas, proporcões e conversão para a forma dinheiro |
| Cap.III - Evoluções Econômicas - 1° Época - A divisão do Trabalho                                            | Parte Quarta - A produção da Mais-Valia relativa, Cap XII - Divisão do trabalho e Manufatura                          | … | … |
| Cap.III, 1- efeitos antagonistas do princípio de divisão                                                     | … | … | … |
| Cap.III, 2- Impotência dos paliativos. Os Srs. Blanqui, Chevalier, Dunoyer, Rossi e Passy                    | … | … | … |
| Cap.IV - Segunda Época - As Máquinas                                                                         | Parte Quarta, Cap. XIII- A maquina ria e a indústria moderna                                                          | … | … |